# منطقة هوشيربور
هوشيربور رمزها «HO» (بالإنجليزية: Hoshiarpur)‏ ، هو تقسيم إداري لدولة الهند تتبع ولاية بنجاب (بالإنجليزية: Punjab)‏ ، مركزها هو مدينة هوشيربور (بالإنجليزية: Hoshiarpur)‏ عدد سكانها حسب تعداد سنة 2001 هو 1,478,045 ، مساحتها 3,310 كم² وكثافة السكان 447 لكل كم² .